# Orphium frutescens
Морська троянда (лат. Orphium frutescens) — вид рослин родини тирличеві.

## Назва
Назва англійською мовою (англ. sea rose) перекладається як морська троянда.

## Будова
Багаторічна рослина у формі невисокого чагарника з глянцевими рожевими квітами.

## Поширення та середовище існування
Зростає у Капській провінції у Південній Африці.

## Практичне використання
Вирощується як декоративна.

## Цікаві факти
На відміну від інших квіток, що заманюють комах нектаром, морська троянда пропонує своїм запилювачам пилок. Він зберігається у спеціальних гвинтоподібно закручених тичинках. Лише бджола-тесляр (лат. Xylocopa) може дістати цей пилок. Вони огортають тичинки лапками та створюють крилами вібрацію потрібної частоти, після чого пилок вивільняється назовні. Експериментально можна дістати пилок з квітки використовуючи камертон.

## Галерея

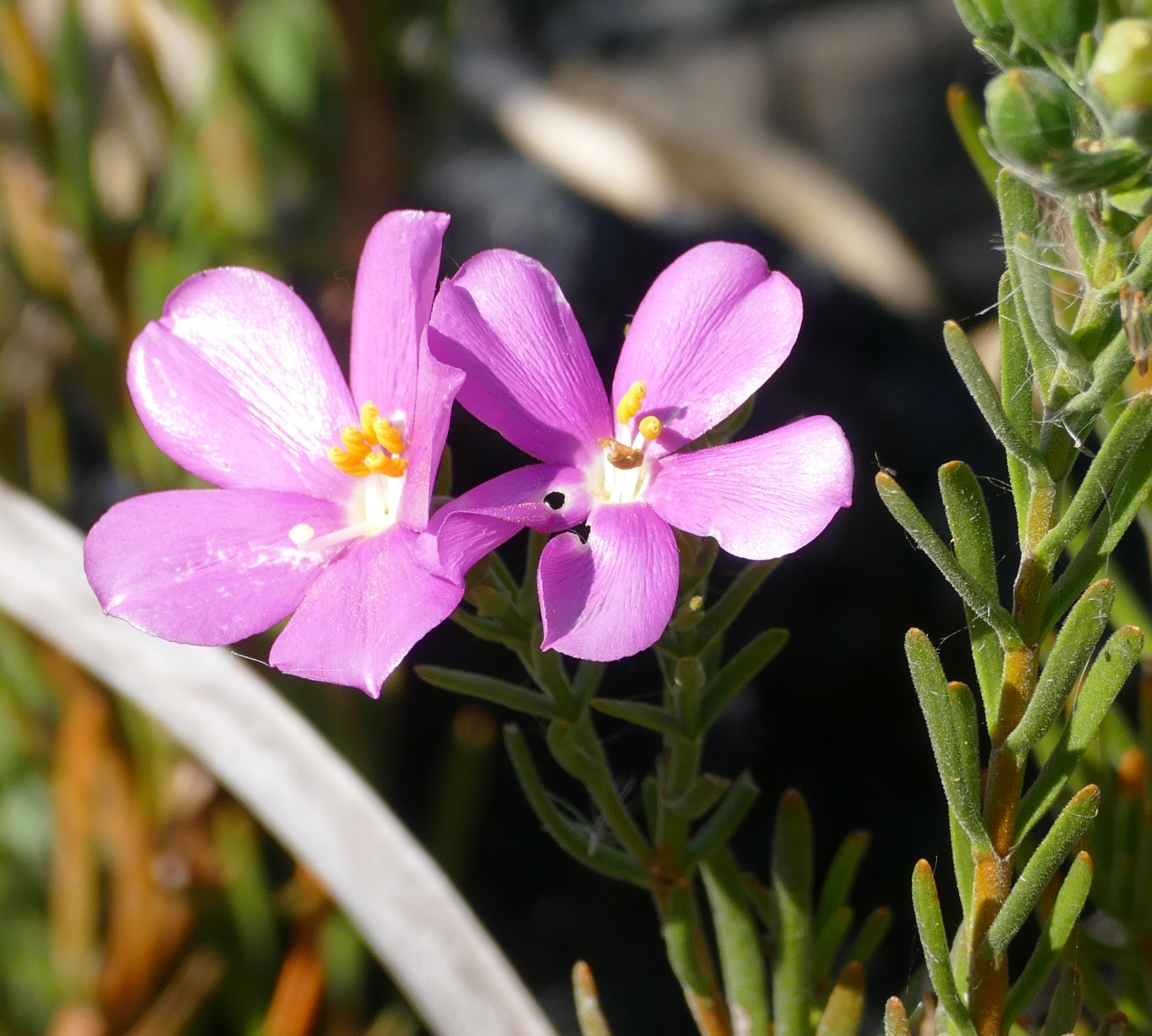
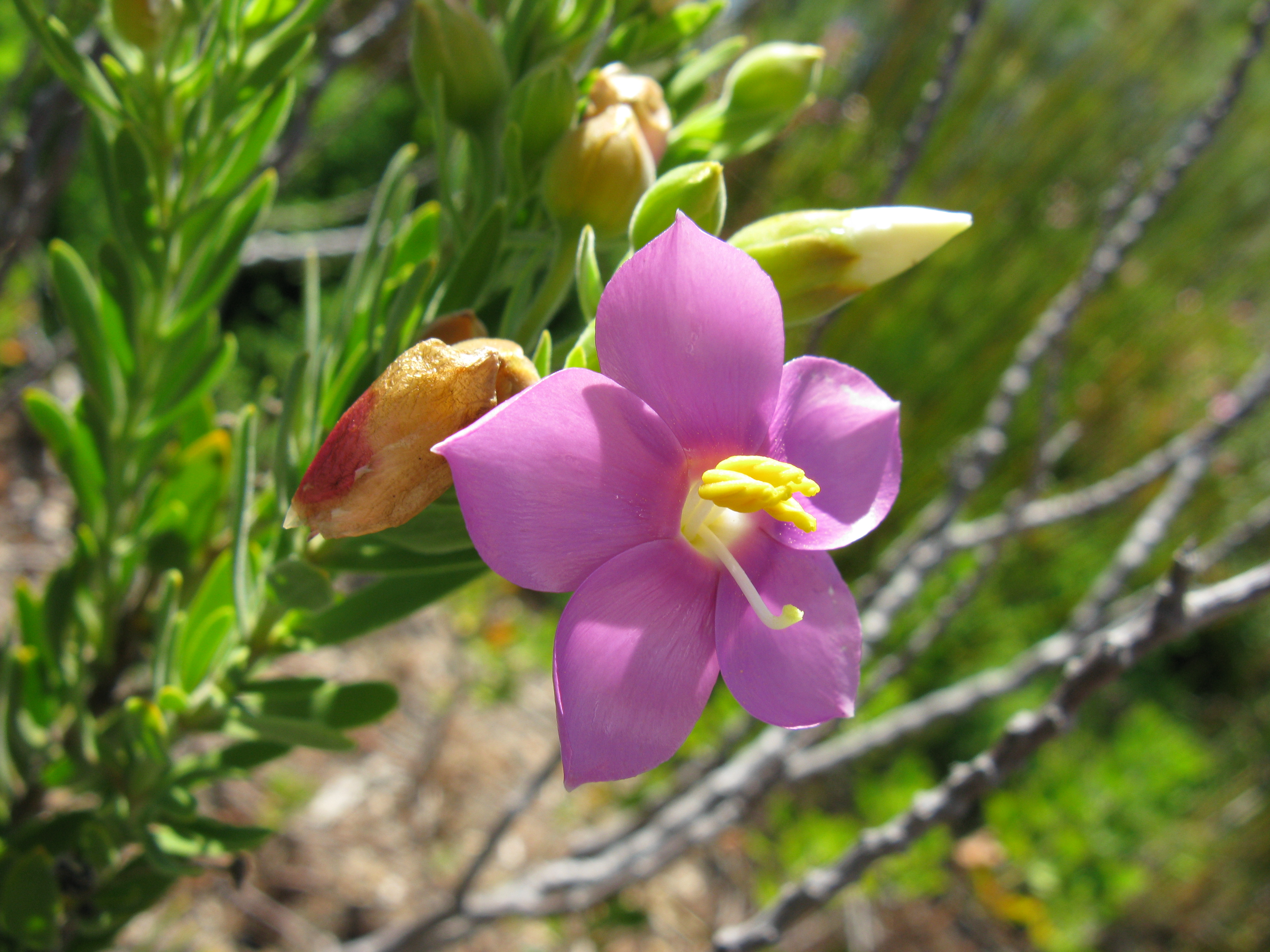
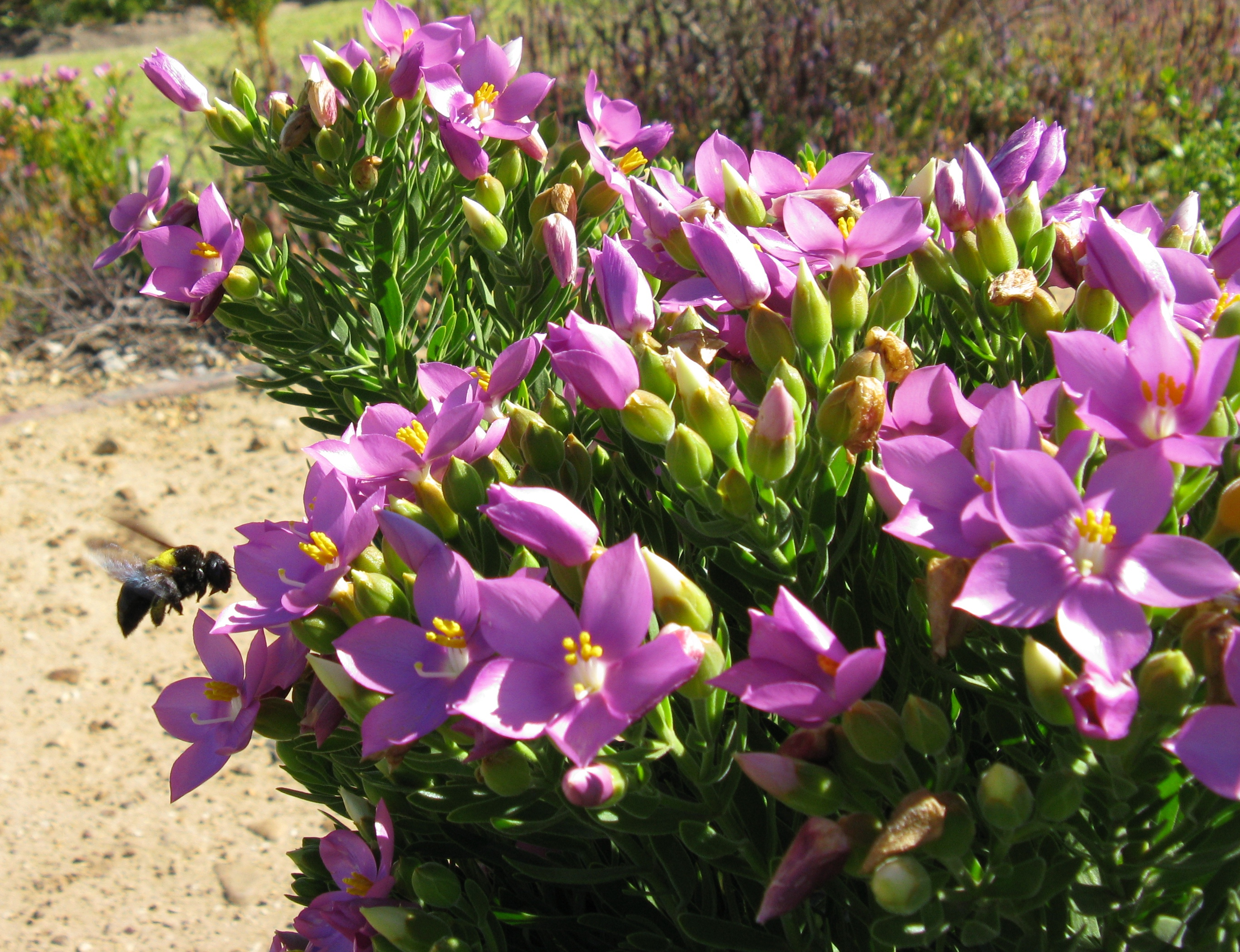